# Mistrzostwa Ukrainy w piłce nożnej (2001/2002)
Mistrzostwa Ukrainy w piłce nożnej – sezon 2001/2002 – XI Mistrzostwa Ukrainy, rozgrywane systemem jesień – wiosna, w których 14 zespołów Wyszczej Lihi walczyli o tytuł Mistrza Ukrainy. Od następnego sezonu liczba uczestników zwiększa się do 16 zespołów. Persza liha składała się z 18 zespołów. Druha liha w grupie A liczyła 19 zespołów, w grupie B – 18 zespołów, a w grupie W – 18 zespołów.
- mistrz Ukrainy: Szachtar Donieck
- wicemistrz Ukrainy: Dynamo Kijów
- zdobywca Pucharu Ukrainy: Szachtar Donieck
- start w eliminacjach Ligi Mistrzów: Szachtar Donieck, Dynamo Kijów
- start w Pucharze UEFA: Metałurh Donieck, Metałurh Zaporoże
- awans do Wyszczej Lihi: SK Wołyń-1 Łuck, Czornomoreć Odessa, Obołoń Kijów
- spadek z Wyszczej Lihi: Zakarpattia Użhorod
- awans do Pierwszej Lihi: FK Krasiłów, Sokił Złoczów, Systema-Boreks Borodzianka, FK Sumy, Arsenał Charków
- spadek z Pierwszej Lihi: Ełektrometałurh-NZF Nikopol, Dnipro-2 Dniepropetrowsk, Nywa Tarnopol
- awans do Druhiej Lihi: Szachtar Ługańsk, Wuhłyk Dymytrow, Systema-KChP Czerniachów, Jawir Krasnopole, PFK Sewastopol
- spadek z Druhiej Lihi: FK Tarnopol, Cementnyk-Chorda Mikołajów, Czajka-WMS Sewastopol, Dnipro-3 Dniepropetrowsk, Oskił Kupiańsk

- Premier-liha (2001/2002)
- II liga ukraińska w piłce nożnej (2001/2002)
- III liga ukraińska w piłce nożnej (2001/2002)